# Lavinia Fontana

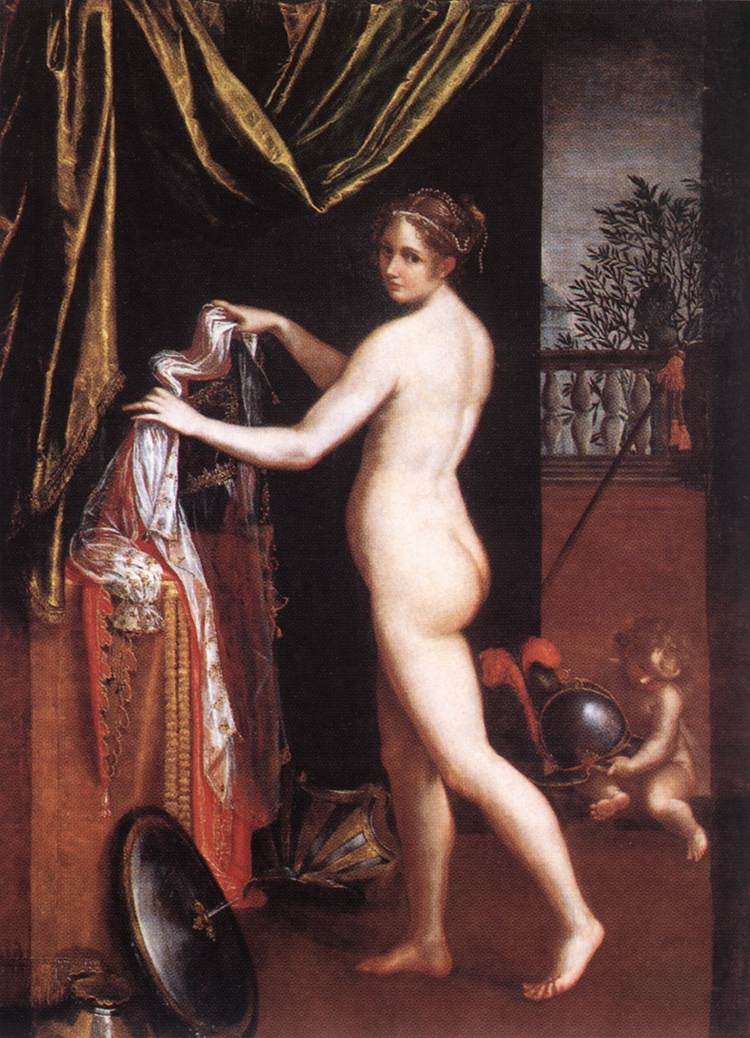
Minerva vestint-se (1613), oli sobre llenç de Lavinia Fontana exposat a la Galeria Borghese, Roma

Lavinia Fontana (24 d'agost de 1552 - 11 d'agost de 1614) va ser una pintora italiana del manierisme tardà, primera dona dedicada professionalment a la pintura.

## Biografia
Era filla del pintor Prospero Fontana, un pintor de l'escola bolonyesa de l'època, amb qui aprengué les tècniques pictòriques.
Fontana es va casar l'any 1577 amb l'artista Paolo Zappi i va seguir pintant durant el seu matrimoni. La parella va tenir onze fills dels quals només tres van sobreviure a Fontana. El seu marit s'encarregava de la casa i assistia la seua muller, coneixedor de la seva vàlua. Més tard, la família es va traslladar a Roma el 1603, quan fou reclamada pel papa Climent VII per assumir el càrrec de pintora oficial i, posteriorment, va obtenir el mecenatge dels Buoncampagni. Formà part de l'Acadèmia de Roma.
Gradualment, va anar adoptant l'estil classicista per la influència del seu amic Ludovico Carracci i altres artistes com Correggio, amb un colorit fort gairebé venecià. Els seus retrats, en els quals excel·lí, conjuguen la naturalitat del personatge amb un acurat detall de joies i vestidures. També va pintar quadres religiosos, i s'atreví amb nus masculins i femenins, que de vegades incloïa dins d'altres quadres més amplis.
En l'últim període de la seva vida, Lavinia Fontana va quedar immersa en una crisi mística que el 1613 la va portar a retirar-se a un monestir, juntament amb el seu marit. Va morir a Roma l'agost de l'any següent.

## Obres
Hi ha obra seva exposada en diversos museus del mon.
- Crist amb els símbols de la Passió (1576), oli sobre tela.
- Venus i Mart, propietat de la Casa d'Alba, palau de Liria.[8]
- Autoretrat a l'espineta (1577), pintura a l'oli sobre tela, 27×24 cm, Roma, Accademia di San Luca.
- Autoretrat a l'estudi (1579), oli sobre coure, diàmetre 16 cm, Florència, Galleria degli Uffizi.
- Retrat de dona noble (1580 circa), oli sobre tela, 115×90 cm, Washington, National Museum of Women in the Arts.
- Retrat de noia (1580-1583), oli sobre metall, diàmetre 10 cm, col·lecció privada.
- Crist s'apareix a Maria Maddalena (1581), oli sobre tela, 80×65,5 cm, Florència, Galleria degli Uffizi.
- Noli Me Tangere (1581), oli sobre tela, Galleria degli Uffizi

- Retrat de nena al bressol (1583 circa), oli sobre tela, 113×126 cm, Pinacoteca Nacional de Bolonya.
- Retrat de notari (1583), oli sobre tela, 98×82 cm, col·lecció privada.
- Retrat de la família Gozzadini (1584), oli sobre tela, 253×191 cm, Pinacoteca Nacional de Bolonya.
- Sagrada Família amb Sant Joan Baptista (1589) Monestir d'El Escorial.[6]
- Sant Francesc de Paula beneeix al fill de Lluïsa de Saboia (1590), Pinacoteca Nacional de Bolonya.[9]
- Retrat d'Antonietta Gonsalvus (1595 circa), oli sobre tela, 57×46 cm, Blois, Museu del Castell de Blois.
- Judit amb el cap d'Holofernes (1600), oli sobre tela, 130×110 cm, Bolonya, Museu Davia Bargellini.
- Minerva vestint-se (1613), oli sobre tela. Galeria Borghese, Roma
- Sant Joan i l'apocalipsi Urbino (col·lecció privada Moccia di Ferrazzano).
- Assumpció de la Verge, oli sobre tela, cm 300 x 190, 1593 Pieve di Cento (Bolonya), Col·legiata de Santa Maria la Major.
- Retrat de dona, oli sobre tela, 1575 - 1599 Udine, Museus cívics i galeries d'història i art.